# Stadion Cementarnica
Das Stadion Cementarnica (mazedonisch Стадион Цементарница) ist ein Fußballstadion im Bezirk Kisela Voda der nordmazedonischen Hauptstadt Skopje. Es bietet Platz für rund 3000 Zuschauer und wird hauptsächlich vom Fußballverein FK Cementarnica 55 Skopje, in der Saison 2002/03 Gewinner des mazedonischen Fußballpokals, und von FK Gorno Lisiče" aus dem östlichen Stadtteil Gorno Lisiče genutzt.
Die Anlage liegt in einem eher industriell geprägten Gebiet im Süden der Stadt in unmittelbarer Nähe einer Zementfabrik und gehörte in der Erstliga-Saison 1998/99 zu den drei kleinsten aller Spielstätten.